# 艾斯特尔斯海姆
艾斯特尔斯海姆是奥地利上奥地利州格里斯基尔兴县的一个市镇。总面积11.1平方公里，总人口798人，人口密度71.9人/平方公里（2005年）。